# Воєнний стан у Польщі 1861

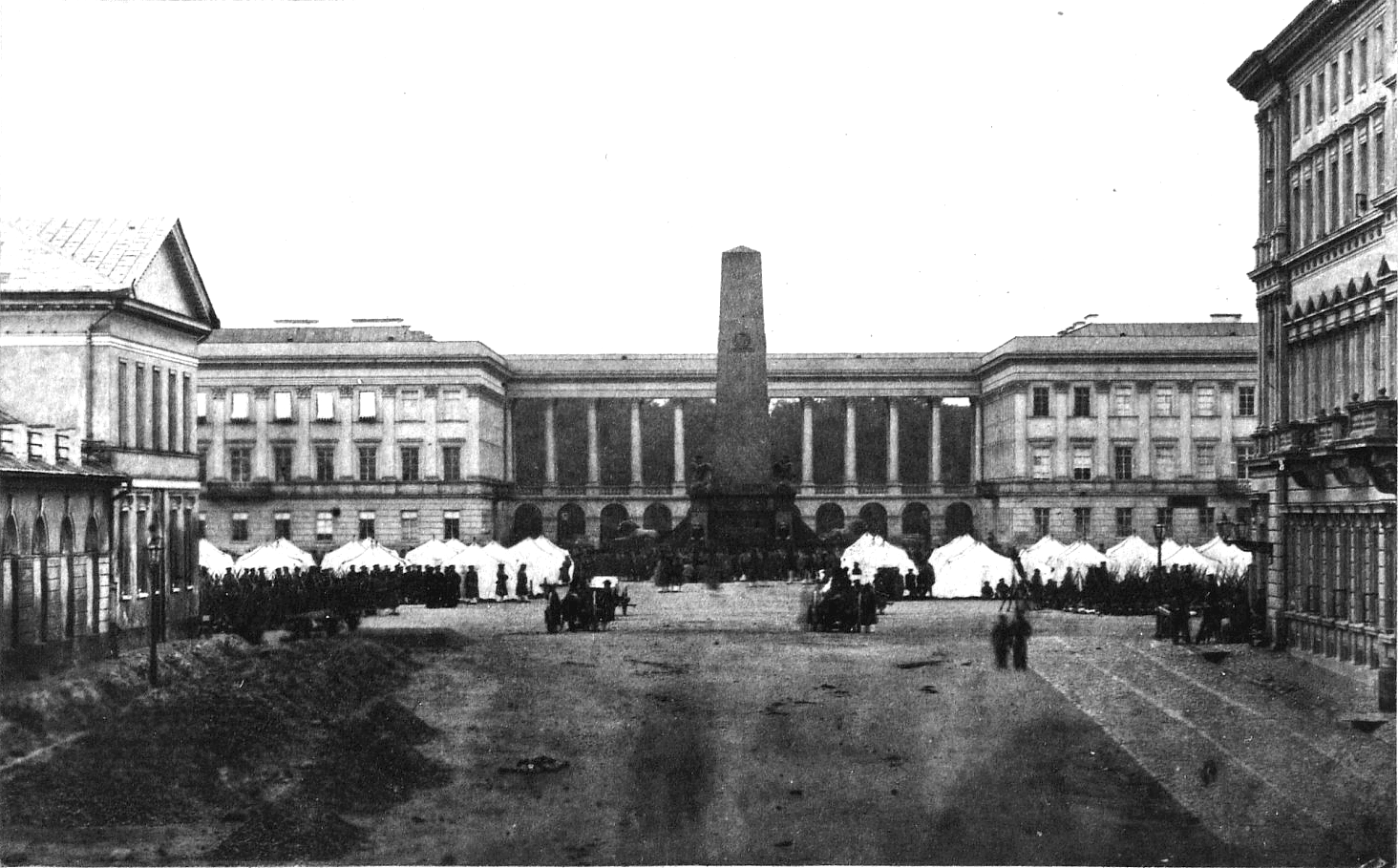
Табір армії Російської імперії на площі Маршала Пілсудського під час воєнного стану у Варшаві, перед пам'ятником відданим офіцерам, які загинули в ніч листопадову 1861 р.

Воєнний стан у Польщі 1861 року — воєнний стан, введений 14 жовтня 1861 року на території Королівства Польського за наказом російського імператора Олександра II російським намісником генералом Каролем Ламбертом.
На підставі Його Верховного Імператорсько-Королівського ордену Королівство Польща оголошує себе у військовому стані.
Введення воєнного стану по всій країні мало на меті заспокоїти прагнення поляків до незалежності і відбулося напередодні 44-ї річниці смерті Тадеуша Костюшка. Відтоді усі справи про участь у патріотичних богослужіннях та демонстраціях підлягали військовим судам.

## Передумови
Національні демонстрації, що стали причиною запровадження воєнного стану, тривали з червня 1860 року, тобто з похорону вдови генерала Совіньського Катажини Антоніни (легендарного захисника міста з 1831 року). За рішенням намісника Міхала Горчакова армія та жандармерія не втручалися в їх рух до 25 лютого 1861 року (річниці гроховської битви), до поки під костелом на вулиці Фрета не привезли на сміттєвозі прапори з Орлом та Погонем. Зібраний натовп розігнали верхові жандарми, заарештувавши 30 осіб.
Через два дні наступні демонстранти вимагали звільнення заарештованих 25 лютого, а також реформ та гарантій громадянських прав. У Старому місті Варшави демонстрація перетворилася на процесію, а в Краківському Передмісті п'ятеро людей загинули від залпу, який козаки випустили до демонстрантів. Пригнічений Горчаков, побоюючись, що подальші сутички можуть перерости у відкриті бійки, вивів армію з вулиць і погодився, що Міська делегація, призначена в ніч з 27 на 28 лютого, направить імператору звернення від імені польського суспільства. Монарх не хотів прийняти листа, підписаного найвидатнішими особистостями Королівства. Помітивши небезпеку повстання, Горчаков приховав відхилення звернення, погодився на демонстраційний похорон жертв лютневих сутичок, вивів поліцію та армію з вулиць, довіривши цивільній гвардії стежити за порядком.

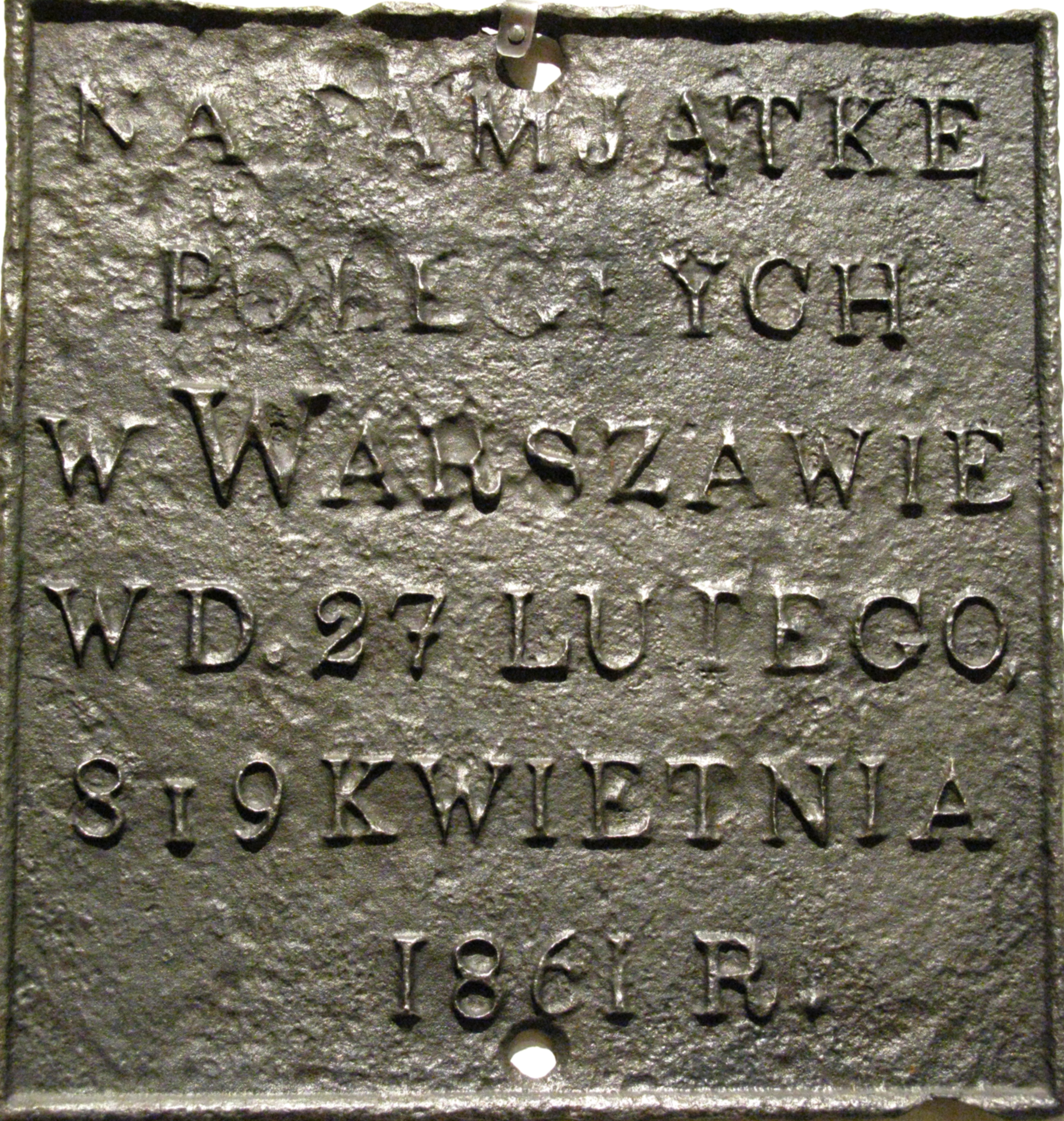
Дошка на згадку про різанину у Варшаві в 1861 році

8 квітня 1861 року в результаті розстрілу росіянами учасників демонстрації, що були проти розпуску Сільськогосподарського товариства на Замковій площі у Варшаві було вбито понад 100 людей, близько 200 поранено. Олександр Велопольський, спочатку схильний підтримувати спроби силового придушення польського національного руху, посварився з російською владою у Варшаві, агресивний щодо поляків, подав у відставку і виїхав до Петербурга в 1861 році. Там він завоював прихильність суду за свої погляди, аргументуючи це тим, що лише поступки полякам можуть заспокоїти киплячу ситуацію в Королівстві.
Після смерті Горчакова новим губернатором став Микола Сухозанет, якого, у свою чергу, замінив Карол Ламберт. Він намагався вести переговори з білими, дозволяючи полякам патріотичний спів та демонстрації. Оточення Ламберта — особливо військовий генерал-губернатор Варшави (із серпня 1861 р.) Олександр Данилович Герстенцвейг, дорікнув губернатору в тому, що він занадто лагідний і поблажливий до поляків. Наближалося 15 жовтня — річниця смерті Тадеуша Костюшка. Очікувались масові виступи, які в поєднанні з напруженою ситуацією, яка панувала в Королівстві Польському, змусили царя ухвалити рішення про введення воєнного стану.

## Перебіг подій
Разом із оголошенням воєнного стану полякам було заборонено організовувати та брати участь у будь-яких патріотичних демонстраціях. Однак, коли 15 жовтня 1861 року населення Варшави проігнорувало заборону та пішло до церков на пам'ять про Костюшка, Герстенцвейг наказав армії оточити церкви та заарештувати всіх, хто виходив. Через те що вірні, зібрані у соборі Св. Яна і в костьолі Бернардинів вирішили залишитися там на ніч, 15 жовтня 1861 року він наказав армії увійти до церков, щоб заарештувати демонстрантів. Герственцвейг особисто командував вторгненням російських солдат до собору. Близько 3000 людей було заарештовано та ув'язнено у варшавській Цитаделі.
У цій ситуації католицьке духовенство розцінило вступ збройної армії до церков як профанацію і закрило всі варшавські церкви. На знак солідарності протестанти також закрили свої громади, а рабин Ізаак Крамштик наказав закрити синагоги. В результаті широкого обурення арештами в церквах губернатор Ламберт (сам католик) наказав негайно звільнити 1600 людей, наказавши варшавському старшині генералу Левшинову та командиру Цитаделі генералу Єрмолову. Ламберт не оголосив своїх рішень Герстенцвейгу, який, обурений цим фактом, ввечері прибув до губернаторського палацу і під час бурхливої розмови назвав губернатора «ізмєнніком» («зрадником») і навіть дав йому ляпас. Ця надзвичайна ситуація вимагала почесного врегулювання, і оскільки про класичний поєдинок двох найвищих царських сановників та генералів у Королівстві за воєнного стану не могло бути й мови, Ламберт кинув виклик Герстенцвейгу на американський поєдинок. Білу кулю витягнув Герстенцвейг і, виконуючи свій почесний обов'язок, він застрелився, але так на жаль, що помер за кілька днів.
Постраждалий від події, Ламберт подав у відставку і 28 жовтня 1861 року покинув Варшаву. Спочатку посаду губернатора зайняв Микола Сухозанет, якого замінив Олександр Людерс. З його призначенням у Королівстві Польському методи терору знову почали застосовуватись, і суспільство зазнало подальших переслідувань (заборону співати в церквах поза месами, заборону висвітлювати святих поза церквами тощо). Заборонялося співати пісні «Боже то Польща» (з 1861 року), «Під твоїм захистом» та «Святий Боже» (з лютого 1862 року) та «Сердечна мати» (з березня 1862 року). Навіть було небезпечно носити чорний одяг, пов'язаний з національною жалобою (арешти з цієї причини розпочались 12 квітня 1861 року; все ще потрібно було отримати згоду поліції в 1873 році), а також одяг амаранту (на той час вважався національним кольором). В існуючій атмосфері терору 15 червня 1862 року російський офіцер української національності Андрій Потебня здійснив замах на губернатора, який був важко поранений (куля розчавила йому щелепу). Цей замах призвів до репресій — сам губернатор (незабаром звільнений) почав вставати за заарештованими. У існуючій ситуації російська влада змінила свою політику на примирення — Людерс був звільнений, а його місце зайняв великий князь Костянтин Романов, на якого 3 липня 1862 року був здійснений невдалий замах. Новий губернатор разом із маркграфом Олександром Велопольським — з червня 1862 року головою цивільного уряду (і потенційною жертвою нападів 7 і 15 серпня 1862 р.) — намагався провести реформи для запобігання повстання, вводячи положення про автономію Королівства та призначення поляків на посади цивільних губернаторів. У 1862 році на базі Медико-хірургічної академії була створена Варшавська головна школа. Була відновлена Державна рада, введено самоврядування для міських і сільських комун, повітів і намісництв, селян здавали в оренду, а євреї отримували рівні права. Одним із кроків великого князя було поступове скасування воєнного стану. 8 вересня 1862 року воєнний стан було скасовано в губернії Радомській, за винятком міст Радом і Кельці, 10 жовтня 1862 року в губернії Люблінській і Августівській, за винятком Любліна, Седльця і Сувалки, а 16 грудня, 1862 року у Варшавській та Плоцькій губернії, за винятком Варшави, Каліша та Плоцька, повітів: Ліпновського, Пйотрковського та міст, розташованих уздовж лінії залізниці Варшава-Відень та Варшава-Бидгощ. Зіткнувшись із загальною незацікавленістю поляків у проектах поселення із загарбником, він не зміг запобігти повстанню.